# No será igual
No será igual es el segundo y último álbum de la banda Nikki Clan. Fue lanzado el 18 de agosto de 2008 y contiene 12 canciones. El disco contiene dos covers: Te Quiero Tanto de OV7 y Las curvas de esa chica de Mecano. Este disco ya tiene su primer sencillo titulado "Yo No Te Puedo Olvidar" sonando en varias estaciones de radio; su video fue estrenado por MTV el 17 de julio del 2008 y grabado en las playas de Acapulco.

## Lista de canciones
1. No Será Igual
2. Yo No Te Puedo Olvidar
3. Ya No Tengas Miedo
4. Te Quiero Tanto
5. Cuando
6. Esta Noche Te Voy A Besar
7. Pensando En Ti
8. No Sabes Dar Amor
9. Las Curvas De Esa Chica
10. Después De Todo
11. Solo Para Mí
12. Sin Ti
13. Hey Nikkers (Bonus track)